# ایوان تلگین
ایوان تلگین (روسی: Иван Алексеевич Телегин؛ زادهٔ ۲۸ فوریهٔ ۱۹۹۲) بازیکن هاکی روی یخ اهل روسیه است.
وی همچنین برندهٔ جوایزی همچون نشان دوستی شده‌است.